# Stadion des 22. Mai
Das Stadion des 22. Mai ist ein Fußballstadion in der jemenitischen Stadt Aden. Es wurde 2010 eröffnet.
Die Fußballvereine al-Tilal und al-Wahda tragen hier ihre Heimspiele aus. Das Stadion war, neben dem Al-Wihda Stadium, Austragungsort des   Golfpokals 2010. Daneben fanden auch Boxkämpfe im Stadionrund statt.
Infolge des Bürgerkriegs wurde es 2015 zu großen Teilen zerstört.